# Nationalversammlung (Malawi)
Die Nationalversammlung von Malawi ist die gesetzgebende Körperschaft der Republik Malawi im Einkammersystem.
Die 2019 gewählte Nationalversammlung hat insgesamt 193 Mitglieder. Sie werden in Wahlkreisen nach dem Mehrheitswahlrecht gewählt und dienen für eine insgesamt fünfjährige Amtszeit bzw. Legislaturperiode. Nachwahlen sind möglich. Bei der Wahl blieb ein Sitz vorerst unbesetzt.

## Parlamentsgebäude in Lilongwe
Das Gebäude des Parlaments befindet sich in der Hauptstadt Lilongwe. Es wurde von chinesischen Baufirmen errichtet, im Juni 2010 eröffnet und kostete etwa 41 Millionen US-Dollar.

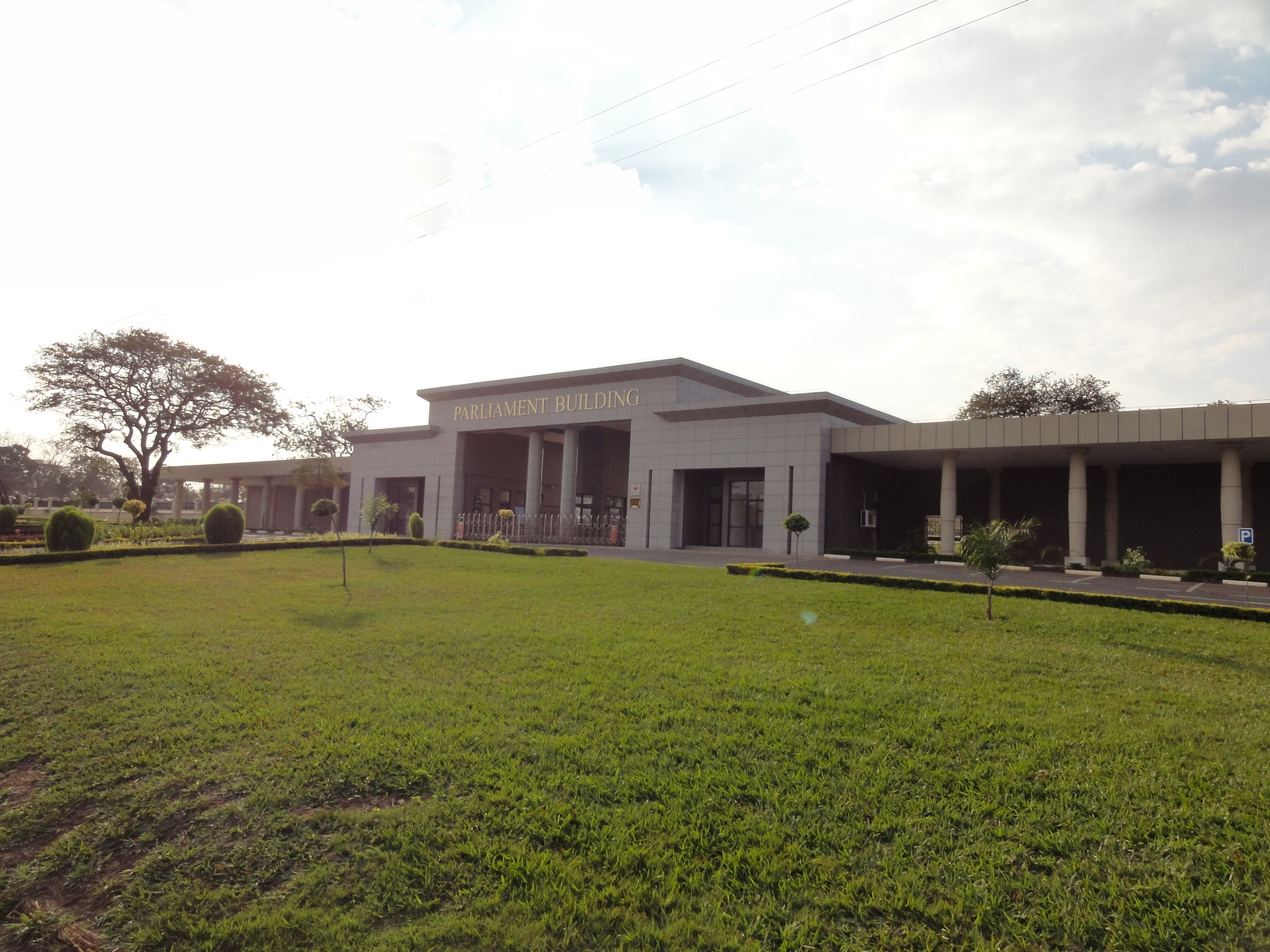
Eingang zum Parlament von Malawi, 2011
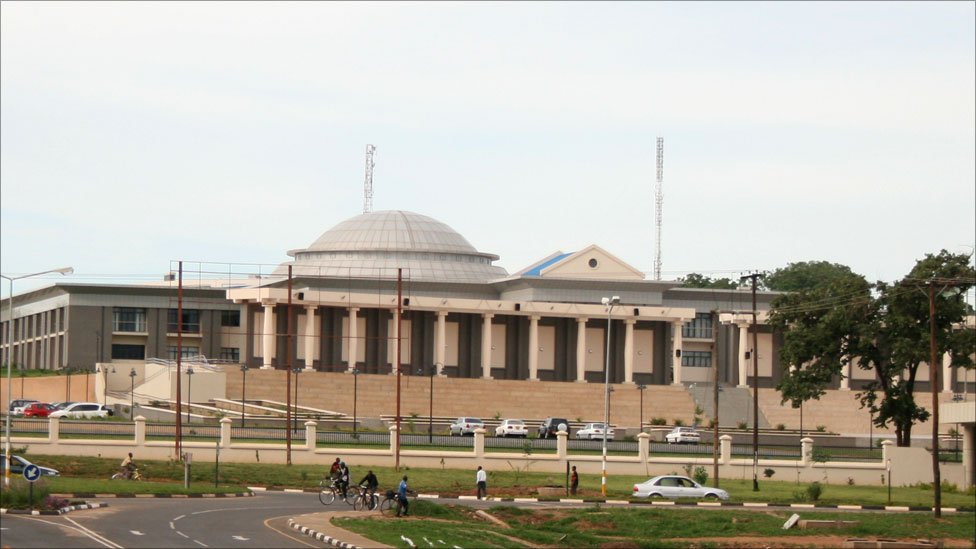
Parlamentsgebäude von Malawi, 2013